# Ernst Carl Francke
Ernst Carl Francke (* 13. Juni 1823 in Berlin; † 19. Februar 1895 ebenda) war ein deutscher Unternehmer, der im Holzhandel eine führende Rolle spielte.

## Leben
Ernst Carl Francke war ein Sohn des Holzhändlers Johann Gottfried David Francke. Wie sein Bruder Theodor Francke erhielt er seine Ausbildung zum Holzhändler im  väterlichen Geschäft, J. G. D. Francke, Holzhandlung und Dampfsägemühle für Fournier und Bauhölzer, Mahagoniholz und Elfenbein. Um 1860 übernahm er die Holzhandlung vom Vater und führte diese erfolgreich unter Dav. Francke Söhne fort. Er heiratete Alwine Elisabeth Martens, mit der er mehrere Kinder hatte. Seine beiden Söhne Max  (1866–ca. 1932) und Arthur erlernten  traditionsgemäß den Holzhandel beim Vater und übernahmen nach seinem Tod das Geschäft, das sie um 1900 um Filialen am Maybachufer (heute Neukölln) und der Hoffmannstraße (heute Treptow-Köpenick) erweiterten. 1873 ließ sich Francke von Reinhold Persius in der Potsdamer Jägervorstadt eine Sommerresidenz errichten, Villa Francke genannt.

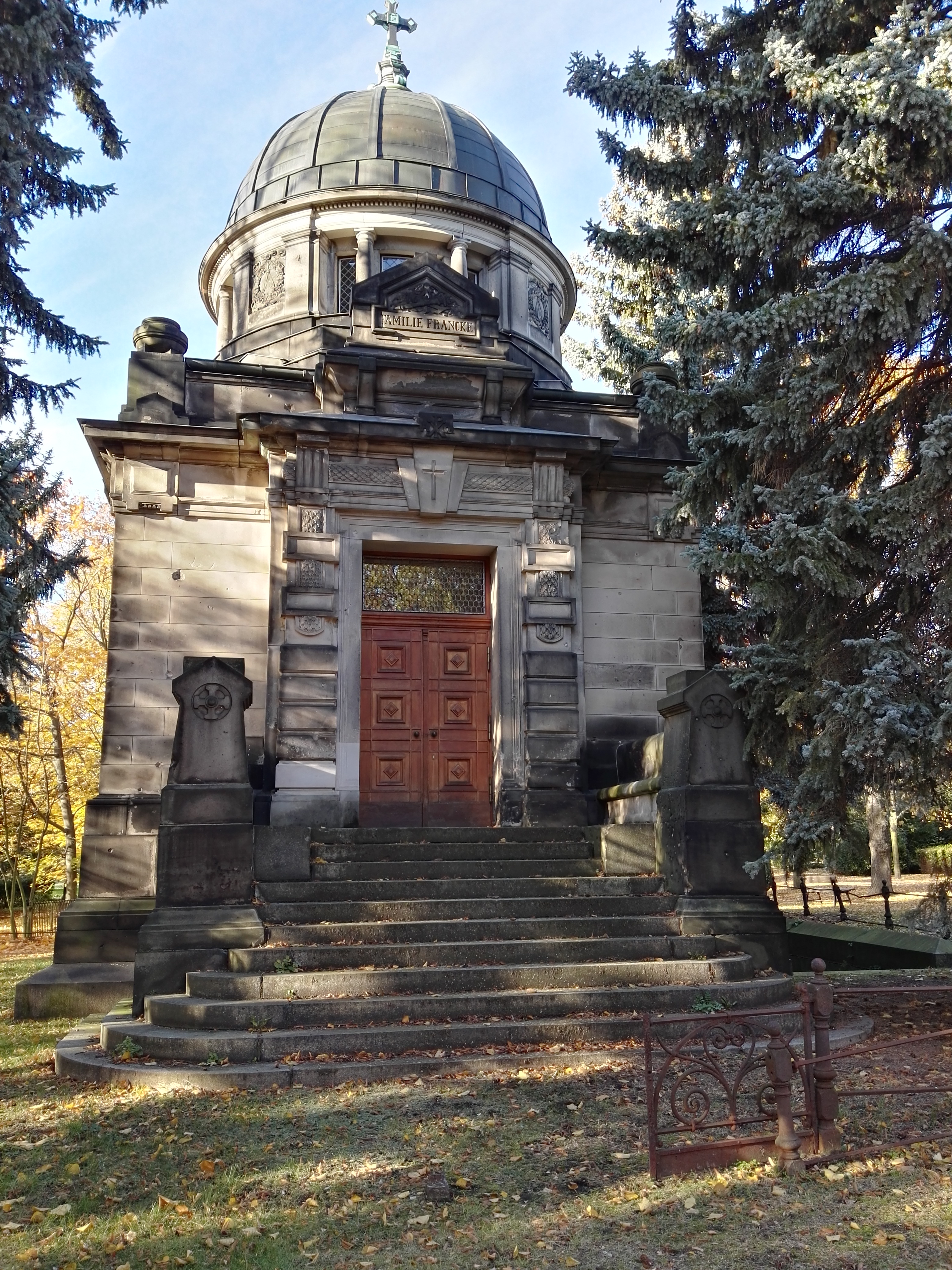
Mausoleum der Familie Francke

1895 wurde Francke der Titel eines Geheimen Kommerzienrats verliehen.
Er stiftete seiner Gemeinde, der St. Andreas Kirchengemeinde,  Geld zum Bau des Pfarr- und Oberlinhauses (Andreas-Haus). An diese Spende erinnert dort ein Medaillon aus Metall mit den Porträts des Stifterehepaares und der Umschrift „Ernst Carl u. Alwine Francke“.
Ernst Carl Francke wurde in dem für ihn 1898–1899 nach Plänen der Architekten Lundt & Kallmorgen auf dem Georgen-Parochial-Friedhof II errichteten Mausoleum bestattet.